# Costa Ricas stensfärer
 Costa Ricas stensfärer (eller stenklot) är en samling av över trehundra petrosfärer i Costa Rica, belägna vid Diquís Delta och på ön Isla del Caño. Lokalt är de kända som Las Bolas. Kloten hänförs vanligtvis till den utdöda Diquiskulturen och omtalas ibland som Diquíssfärer. De är de bäst kända stenskulpturerna från Isthmo-Colombianområdet. Stenmaterialet som flertalet klot är skulpterade av kallas gabbro.
Palmar Sur Archeological Excavations är en serie utgrävningar av en fyndplats belägen i Costa Ricas södra del, känd som Diquís Delta. Utgrävningarna har inriktats på en plats känd som "Farm 6", vilken daterats till Aguas Buenas-perioden åren (300–800) och Chiriquí-perioden (800–1550 ).
I juni 2014 utökades Unescos lista över världsarvslokaler med Stone Spheres of the Diquis Precolumbian Chiefdom bosättningar.